# Manuel del Conde y Blanco
Manuel del Conde y Blanco (16 de febrero de 1816, San Luis Potosí, México - 21 de junio de 1872, San Luis Potosí, México.) fue un sacerdote católico mexicano, presbítero, abogado, político, diputado del Congreso del Estado de San Luis Potosí y obispo de la antigua Diócesis de San Luis Potosí.

## Biografía
Nació el 16 de febrero de 1816 en la ciudad de San Luis Potosí, capital del estado homónimo, en México, siendo hijo de Mariano de los Dolores Francisco Prisciliano del Conde Sánchez y de María Juana Josefa de los Dolores Blanco de Urresti, fue bautizado el 18 de febrero de 1816 y confirmado por el obispo José Ignacio de Arancibia y Hormaguei.
Hizo su carrera literaria en el Colegio Guadalupano - Josefino, después de haber realizado sus estudios fue llamado a ser subdiácono por parte del Convento de Carmelitas Descalzos en su ciudad.
Fue ordenado sacerdote en 1839 por el obispo Juan Cayetano Gómez de Portugal y Solís y celebró su primera misa el 10 de marzo de 1839 en la Catedral Metropolitana de San Luis Potosí, siendo vicario en dicha Catedral hasta el año de 1847 y cura de la Parroquia de San Sebastián Mártir en la capital por siete años. En 1855 tuvo muchas propiedades de la iglesia por parte de la Diócesis y por el obispo de aquel entonces, el cual era Pedro Barajas y Moreno.
Después de la muerte de Julián de los Reyes fue involucrado como presunto autor intelectual en su asesinato.
Se convirtió en abogado en 1855 y fue candidato para obispo después de la muerte del obispo Pedro Barajas y Moreno, en 1869 fue preconizado y confirmado como el segundo obispo de San Luis Potosí por el papa Pío IX el 25 de junio de 1869 y consagrado por el obispo José María de Jesús Diez de Sollano y Dávalos.
Durante su mandato como obispo intento adquirir la propiedad de la actual Casa de la Acción Católica consultando con el gobierno nacional para lograr obtener el edificio para la iglesia, pero sus intentos de adquirir la propiedad fracasaron ya que el gobierno de Benito Juárez dijo que la desamortización de bienes eclesiásticos en México no aplicaba para las bibliotecas, escuelas y seminarios, pero la pudo adquirir la Diócesis de San Luis Potosí gracias al escribano Silvestre López Portillo que fue el responsable de las escrituras, pero al ver que la propiedad no era adecuada para fungir como seminario se decidió que fuera casi demolida para construir un nuevo edificio.
Además también fue rector del Colegio Guadalupano - Josefino y diputado del Congreso del Estado de San Luis Potosí, gobernó la diócesis por 2 años y 3 meses.
Falleció el 21 de junio de 1872 en la capital de San Luis Potosí apenas iniciadas las obras de la actual Casa de la Acción Católica, entonces se dejó a cargo al canónigo Nemesio Cabañas. Fue sepultado el 23 de junio de 1872 en la bóveda del Presbiterio de la Catedral metropolitana de San Luis Potosí, siendo el obispo José Nicanor Corona e Izarraraz su sucesor.